# راشاون برادوس
راشاون برادوس (انگلیسی: Rashaun Broadus؛ زادهٔ ۵ اوت ۱۹۸۴) بازیکن بسکتبال اهل ایالات متحده آمریکا است.